# 알리안사 리마

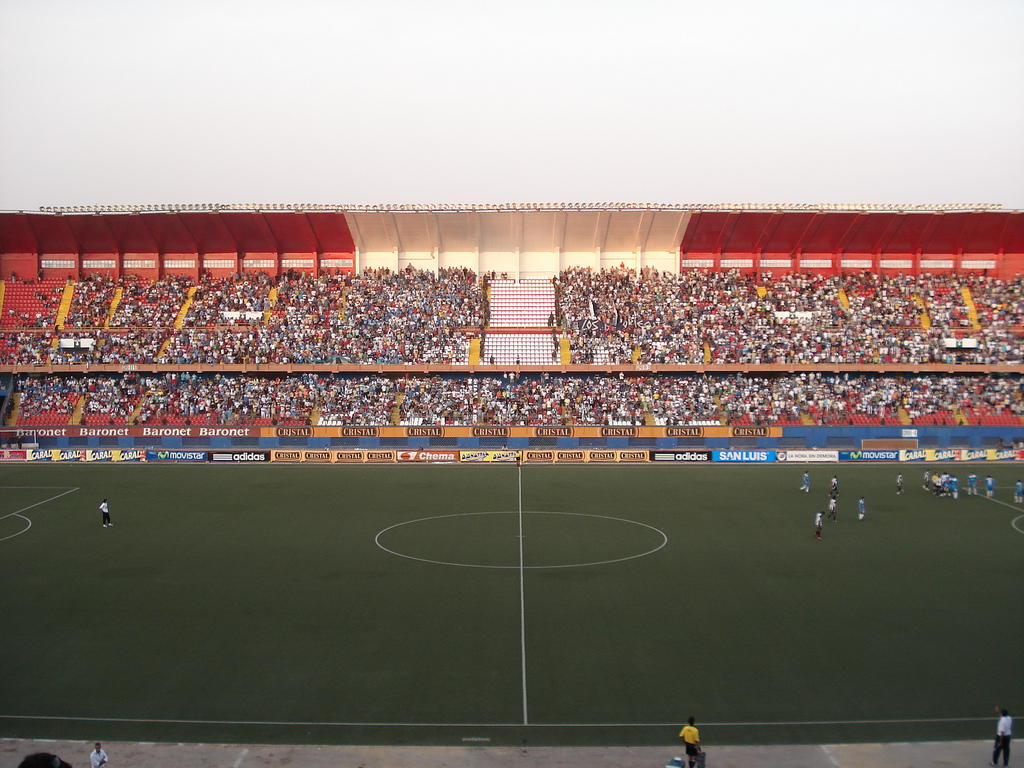

클루브 알리안사 리마(Club Alianza Lima)는 페루 리마의 축구 클럽이다.
설립자들은 첫 경기를 축하하기 위해 사용했던 공화국 대통령인 Augusto B. Leguía 소유의 동맹 마구간을 기념하여 이 이름을 채택하였다. 이 이름은 페루 축구의 3대 거장 중 하나로 간주된다. 현재까지 이 이름은 24개의 국가 타이틀, 페루 슈퍼 컵 및 국가 컵에 사용되었다. 그의 최고의 국제 경기는 1976년 시몬 볼리바르 컵 챔피언이었고 그의 국제 경기 중 또 다른 최고의 경기는 1976년과 1978년 코파 리베르타도레스 드 아메리카 준결승에 진출한 경기이다.
클럽 색상은 파란색과 흰색이다. 창립 멤버인 Eduardo Pedreschi의 이탈리아 가계로 인해 첫 번째 의상은 이탈리아 국기의 색상으로 결정되었다. 따라서 최초의 교복은 녹색에 흰색이 가미되었고, 8 이후에는 마구간의 색상이 교복에 포함되어 파란색, 흰색, 검정색으로 각각 셔츠, 바지, 양말에 착용되었다. 몇 년 후 파란색과 흰색의 유니폼이 줄무늬 형태로 만들어졌으며 오늘날까지 사용된다.

## 선수 명단

### 현역
참고: FIFA 자격 규정에 따라 소속된 국가대표팀 국기를 표시합니다. 선수는 복수의 FIFA 비회원국 국적을 가지고 있을 수 있습니다.
| 번호 | 포지션 | 국적     | 이름                   |
| ---- | ------ | -------- | ---------------------- |
| 2    | DF     |          | 후안 파블로 프레이테스 |
| 9    | FW     |          | 에르난 바르코스        |
| 10   | MF     | 우루과이 | 세바스티안 로드리게스  |
| 19   | FW     | 시리아   | 파블로 사바그          |
| 29   | FW     | 파나마   | 지오바니 라모스        |

| 번호 | 포지션 | 국적 | 이름 |
| ---- | ------ | ---- | ---- |

## 역대 감독
| 감독                  | 임기        |
| --------------------- | ----------- |
| 발지르 페헤이라       | 1986        |
| 호르헤 루이스 핀토    | 1999 ~ 2000 |
| 아르투르 베르나르지스 | 2000        |